# Numero composto
Un numero composto è un numero intero positivo che ha almeno un altro divisore oltre 1 e sé stesso.

Rappresentazione ottenuta attraverso i regoli Cuisenaire dei fattori che compongono il numero 10

Da tale definizione consegue che un numero composto non è primo. I numeri composti fino a 150 sono: 
4, 6, 8, 9, 10, 12, 14, 15, 16, 18, 20, 21, 22, 24, 25, 26, 27, 28, 30, 32, 33, 34, 35, 36, 38, 39, 40, 42, 44, 45, 46, 48, 49, 50, 51, 52, 54, 55, 56, 57, 58, 60, 62, 63, 64, 65, 66, 68, 69, 70, 72, 74, 75, 76, 77, 78, 80, 81, 82, 84, 85, 86, 87, 88, 90, 91, 92, 93, 94, 95, 96, 98, 99, 100, 102, 104, 105, 106, 108, 110, 111, 112, 114, 115, 116, 117, 118, 119, 120, 121, 122, 123, 124, 125, 126, 128, 129, 130, 132, 133, 134, 135, 136, 138, 140, 141, 142, 143, 144, 145, 146, 147, 148, 150
L'intero positivo 1 non è un numero primo né un numero composto. 
Ogni numero composto può essere scritto come il prodotto di due o più non necessariamente diversi numeri primi. Ad esempio il numero composto 299 può essere scritto come 13x23.
Ci sono differenti forme di numeri composti, classificabili dal numero e dal tipo di fattori primi.
Alcuni numeri composti sono prodotti di primi ripetuti, o sono quadrati essi stessi, in tal caso la loro funzione di Möbius è 0.
I numeri altamente composti hanno più divisori di qualunque altro numero inferiore ad esse.
Dall'altra faccia della medaglia ci sono numeri che, anche se composti, condividono alcune proprietà particolari comunemente soddisfatte dai numeri primi. Questi sono denominati pseudoprimi.
Tutti i numeri pari (escluso il 2) sono numeri composti, infatti se nominiamo {\displaystyle K} il secondo divisore e il numero pari {\displaystyle N} possiamo calcolare che:
{\displaystyle K=N:2}
otterremo un altro numero che sarà il terzo divisore. Se prendiamo come esempio il 6 e applichiamo la formula:
{\displaystyle 6:2=3.}

## Tipi
Un modo di classificare numeri composti è contando il numero di fattori primi. Un numero composto con due fattori primi è un semiprimo (i fattori non devono essere necessariamente diversi quindi sono inclusi anche i quadrati di numeri primi). Un numero composto da tre distinti fattori primi è un numero sfenico. In alcune applicazioni è necessario differenziare tra numeri composti con un numero dispari di fattori primi distinti e numeri composti con un numero pari di fattori distinti.